# يوهانس كرامر
يوهانس كرامر (بالألمانية: Johannes Kramer ) (و. 1905 – 1975 م) هو فيزيائي من ألمانيا .
توفي في براونشفايغ ، عن عمر يناهز 70 عاماً.